# 제7군구 (베트남)
제7군구는 베트남의 군관구 중 하나이다.

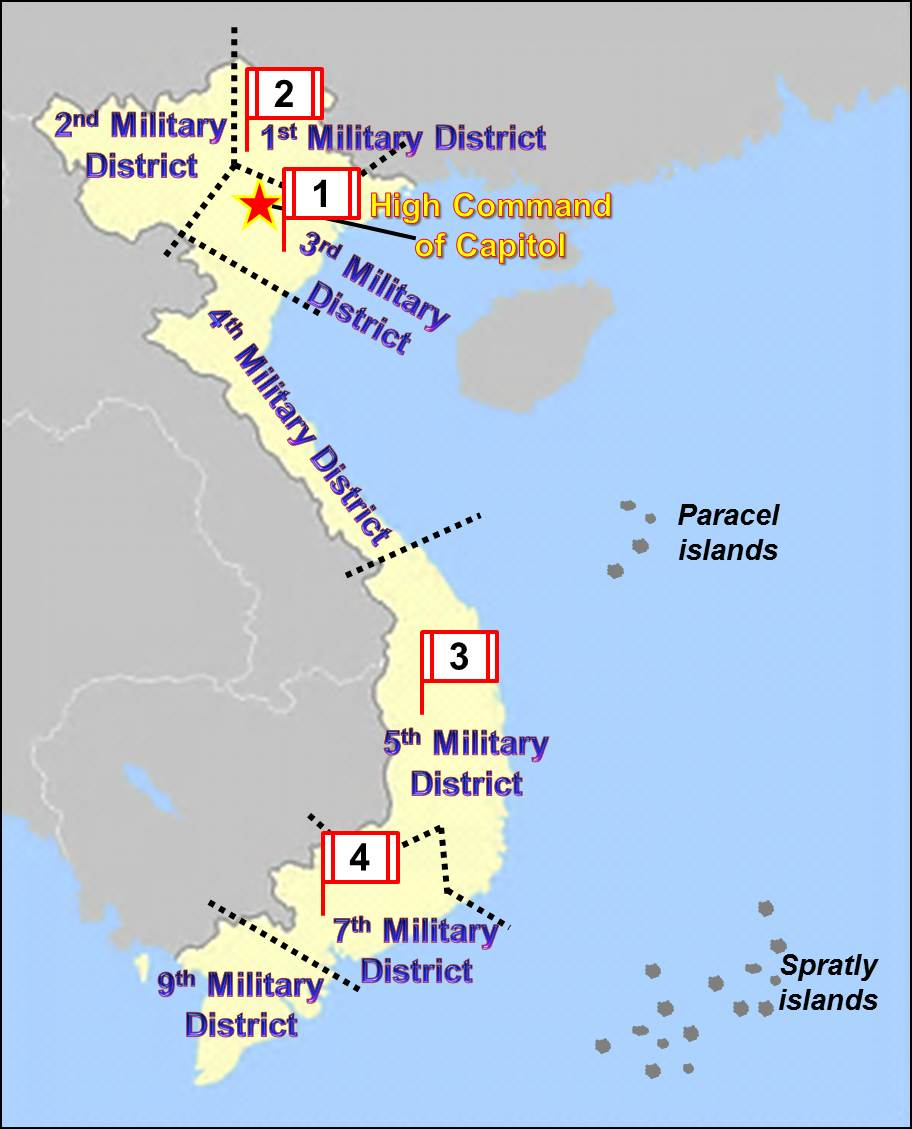

베트남의 군관구는 제1군구, 제2군구, 제3군구, 제4군구, 제5군구, 제6군구, 제7군구, 제8군구, 하노이수도고위사령부가 있다.

## 통솔 구역
동남보 전체와 주옌하이남쭝보일대를 통솔한다.